# Lithobius pacificus
Lithobius pacificus är en mångfotingart som först beskrevs av Matic 1973.  Lithobius pacificus ingår i släktet Lithobius och familjen stenkrypare. Inga underarter finns listade i Catalogue of Life.